# دانيال نونان
دانيال نونان (بالإنجليزية: Daniel Noonan)‏ هو مجدف أسترالي، ولد في 28 أكتوبر 1979 في Warren, New South Wales ‏ في أستراليا.

## وصلات خارجية
- دانيال نونان على موقع الاتحاد الدولي للتجديف (الإنجليزية)
- دانيال نونان على موقع اللجنة الأولمبية الدولية (الإنجليزية)
- دانيال نونان على موقع أوليمبيديا (الإنجليزية)